# Alfred Desmasures
Alfred Desmasures (20. ledna 1832, Mondrepuis – 20. května 1893, Hirson) byl francouzský novinář, spisovatel a historik.

## Životopis
Byl známý svými republikánskými myšlenkami a v roce 1855 byl na čtyři měsíce uvězněn za šíření politických tiskovin. Byl drogistou a poté knihovníkem v Hirson. Je autorem řady publikací o historii Thiérache, a založil několik časopisů (Le Nord de la Thiérache, Hirsonnais, Thiérache Républicaine).
Je po něm pojmenováno Musee-Centre de Documentation Alfred Desmasures v Hirson.

## Dílo
- Histoire des communes du canton de Trélon : et notes historiques sur ses environs, 1860
- Histoire des communes du canton d'Hirson suivie de la biographie des hommes célèbres nés dans ce canton, et de notes historiques, 1863
- Histoire de la révolution dans le département de l'Aisne 1789, 1869
- Propagande républicaine. Cahier d'un paysan. Étude sur la constitution politique de la France, 1872
- De l'organisation de la démocratie : propagande patriotique, 1873
- La République française en 1879, Imprimerie de Mauclère-Dufour, 1878
- Histoire de Saint-Michel en Thiérache 1883
- Histoire des villages de Buire, d'Éparcy et de La Hérie, 1892
- Histoire du village de Bucilly et de son abbaye, 1892
- Histoire de la ville d'Hirson, 1892
- Ephémérides du nord de la France